# Manderscheider Straße 24 (Mönchengladbach)

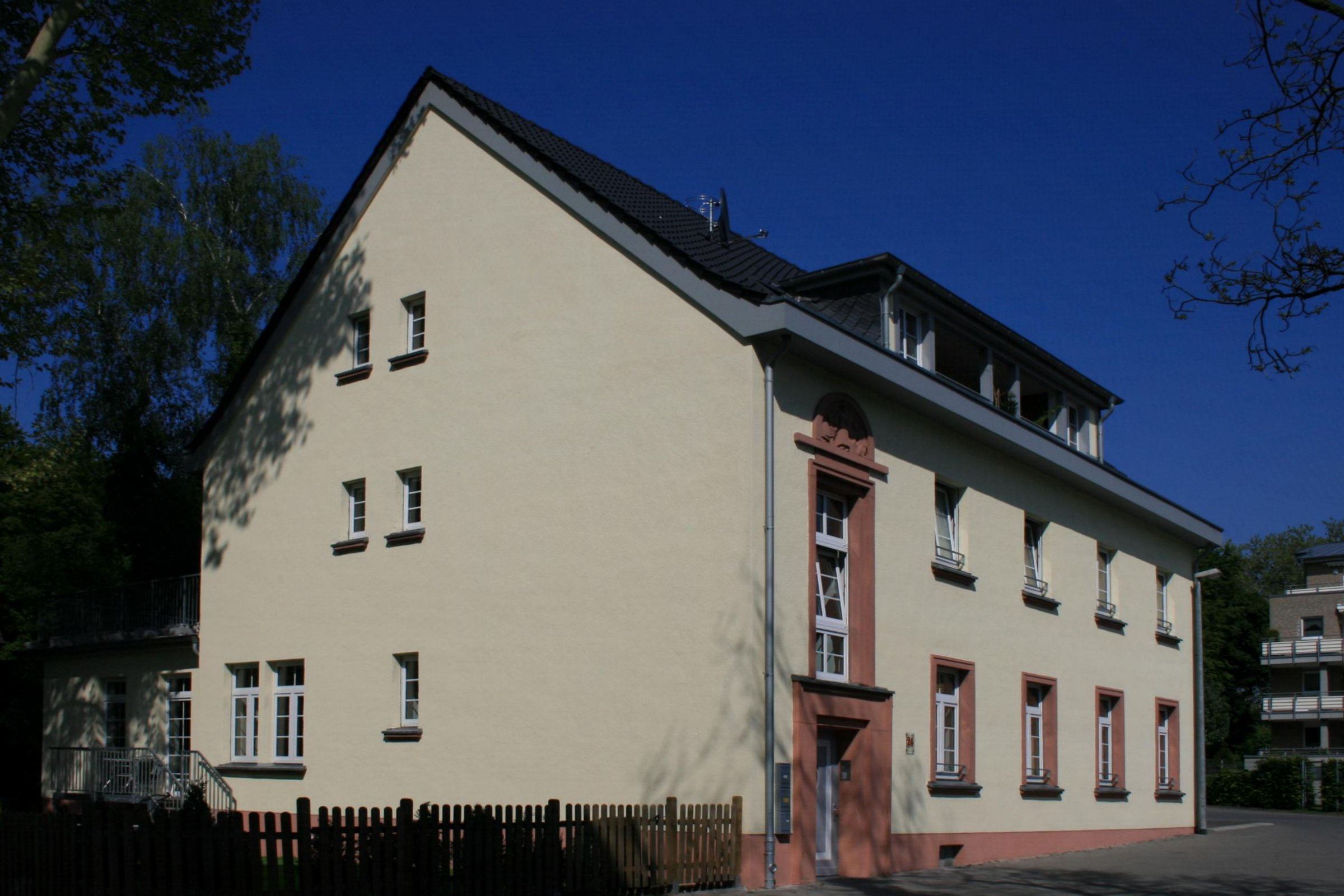
Wohnhaus (2010)

Das Wohnhaus Manderscheider Straße 24 steht im Stadtteil Odenkirchen in Mönchengladbach (Nordrhein-Westfalen), Mürrigerstraße/Grottenweg.
Das Gebäude wurde 1927–1929 erbaut. Es ist unter Nr. M 058 am 24. September 1985 in die Denkmalliste der Stadt Mönchengladbach eingetragen worden.

## Lage
Das Objekt liegt westlich der Manderscheider Straße in Nähe des Stadtparks „Pixbusch“ und des Tiergartens.

## Architektur
Es handelt sich um ein traufständiges, fünfachsiges Gebäude unter Satteldach mit je einer dreiachsigen Gaube auf beiden Dachflächen. Auf der Nordseite ein erdgeschossiger Anbau, der allerdings nicht denkmalwert ist. Das aus Ziegelsteinen erbaute Gebäude ist mit einem ockerfarbenen Kratzputz verputzt.
Die hochrechteckigen Erdgeschossfenster zeigen in Rot abgesetzte, profilierte und scharrierte Gewände aus Kunststein. Die hochrechteckigen Obergeschossfenster besitzen keine Putzrahmung. In der linken Achse befindet sich der durch breite Gewänderahmung hervorgehobene Hauszugang, der in eine geschossübergreifende Treppenhausbelichtung übergeht. Sie ist ebenfalls durch ein in Rot abgesetztes, profiliertes und scharriertes Gewände betont und schließt mit einer figuralen Darstellung unter gestelztem Halbrundbogen ab. Sie zeigt drei durch ihre Tracht als Nonnen ausgewiesene Frauen an Wäschetrögen. Dies weist die ehemalige Nutzung des Gebäudes als Waschhaus des benachbarten Krankenhauses aus.
In der Gaube bleiben die beiden äußeren Fenster erhalten, während das mittlere Fenster und die flankierenden Gefache geöffnet werden, um hier einen überdachten Austritt zu schaffen. Auf der Nordseite ist das Erdgeschoss durch einen jüngeren Anbau ergänzt, die fünf Obergeschossfenster werden bei der anstehenden Sanierung zu bodentiefen Fenstertüren umgebaut. Die drei Fenster der Gaube bleiben erhalten, die beiden das mittlere Fenster flankierenden Gefache werden herausgenommen und durch eine Verglasung ersetzt.
Der Westgiebel zeigt in jedem Geschoss zwei schmale, hochrechteckige Fenster zur Treppenhausbelichtung. Zusätzlich wird im Erdgeschoss ein Ausgang auf eine vorgeständerte Terrasse geschaffen, die über eine Balkonerweiterung Anschluss an den nicht denkmalwerten Anbau findet.
Der Ostgiebel zeigt einen Zugang ins Erdgeschoss mit daneben anschließender alter Holztür und zwei aus den Achsen versetzte Hochrechteckfenster, das Ober- und Dachgeschoss je zwei Hochrechteckfenster in unterschiedlichen Größen. Im Innern ist die ehemalige Raumstruktur nur noch ansatzweise original erhalten. Daher werden Erd- und Obergeschoss quer geteilt und mit dem Dachgeschoss zu fünf neuen Wohneinheiten umgestaltet. Das Treppenhaus ist original erhalten und besitzt einen bauzeittypischen Terrazzo-Belag.
Zur Erschließung der östlichen Obergeschosswohnung wird die vorhandene Tür als Hauszugang umgenutzt, die benachbarte Holztür zu einem Fenster umgestaltet und ein neues Treppenhaus in das Obergeschoss eingebaut.
Das Objekt ist bedeutend für die Geschichte des Menschen und für Städte und Siedlungen. Für seine Erhaltung und Nutzung liegen wissenschaftliche, insbesondere architekturgeschichtliche, ortsgeschichtliche, sozialgeschichtliche und städtebauliche Gründe vor.